# Kuoni
Das Unternehmen Kuoni Group wurde 1906 von Alfred Kuoni (1874–1943) in Zürich gegründet. Heute ist es ein internationaler Reisekonzern mit Sitz in Zürich und wird an der SIX Swiss Exchange kotiert. Die Kuoni Group ist vorwiegend in den Bereichen Ferienreisen und Incoming-Services tätig. Der Bereich Geschäftsreisen wurde im Dezember 2003 verkauft, die europäischen Reiseveranstalteraktivitäten im Herbst 2015. Am 8. Februar 2008 wurde bekannt gegeben, dass die Edelweiss Air (Schweiz) an die Swiss verkauft wird und somit nicht mehr zur Kuoni Group gehört.
Am 27. Juni 2017 gab Rewe bekannt, dass die Kuoni Reisen AG per Ende Juli 2017 in DERTOUR Suisse AG umfirmiert wird.
International tritt die Kuoni Group unter folgenden Marken auf:
- Scanditours: Frankreich
- Celtic Tours: Frankreich
- Vacances Fabuleuses: Frankreich
- Special Traffic: Niederlande
- Travel Keys: Niederlande

## Der Verkauf des Reiseveranstaltergeschäfts an die REWE Group
Die negative Marktlage rund um Kuoni spitzte sich 2014 zu, als zum dritten Mal in Folge eine Umsatzeinbusse in Kauf genommen werden musste und drei der vier Geschäftssegmente beim Betriebsergebnis (EBIT) schlechter als im Vorjahr abschnitten.
Am 14. Januar 2015 wurde die Einleitung eines Devestitionsprogramms kommuniziert und der Ausstieg aus dem Reiseveranstaltergeschäft verkündigt. Per 11. September 2015 wurde der Verkauf der europäischen Reiseveranstalteraktivitäten vollzogen, und zwar an die deutsche Rewe Group bzw. deren Touristiksparte DER Touristik. Kuoni Schweiz und die Kuoni Gruppe gehen seither getrennte Wege.
Die zuständigen europäischen Wettbewerbsbehörden hatten der Transaktion vorbehaltlos zugestimmt. Der Kaufpreis wurde nicht publiziert, allerdings wurde eine Wertberichtigung des Goodwills von über 100 Mio. Fr. ausgewiesen. Im ersten Semester 2015 wurden die von Kuoni als „nicht fortgeführte Aktivitäten“ bezeichneten Bereiche mit 340 Mio. Fr. belastet.
Fortan will sich Kuoni nur noch als Dienstleister für die Reiseindustrie betätigen.
Am 5. November 2015 wurde Zubin Karkaria, der bisherige Leiter der Visasparte VFS, zum CEO und Nachfolger Peter Meiers ernannt, welcher dieses Amt seit März 2014 innehatte.

## Eigentümer
Die an der Schweizer Börse gehandelten 3'748'500 Namensaktien B (Stand Ende 2013) machen zwar den Hauptteil des Aktienkapitals aus. Daneben gibt es jedoch noch 1'249'500 Inhaberaktien A mit einem Nennwert von einem Fünftel der B-Aktien, welche an keiner Börse gehandelt werden. Für beide Aktientypen gilt das Prinzip von einer Aktie gleich einer Stimme.
Obschon die Inhaberaktien A nur 6,25 % des Aktienkapitals ausmachen, repräsentieren sie 31,3 % der Stimmen. Als Besitzerin vieler A-Aktien sichert sich die Kuoni + Hugentobler-Stiftung ihren Einfluss. Ein Stiftungsrat dieser Stiftung ist David Schnell, welcher deren Interessen als Verwaltungsrat der Kuoni-Gruppe vertritt.
An der Generalversammlung der Kuoni-Gruppe vom 25. April 2014 wurde über einen Antrag von zCapital abgestimmt, eine Einheitsaktie einzuführen und damit die Privilegien der Inhaber von A-Aktien abzuschaffen. Der Antrag wurde zwar abgelehnt, erhielt aber 48 % der Stimmen.
Der Wert der börsengehandelten Aktie sank in den letzten 8 Jahren zwischen Ausbruch Finanzkrise Mitte 2007 und Abschluss des Verkaufs der Reisesparte (14. September 2015) um 70 %.
Am 2. Februar 2016 gab die schwedische Investmentgruppe EQT bekannt, alle sich in Publikumsbesitz befindlichen B-Namenaktien der Kuoni Reisen Holding AG zu einem Preis von CHF 370 zu übernehmen. Das entspricht einem Kaufpreis von rund CHF 1.4 Milliarden.